# Deer Lake, British Columbia
Deer Lake är en sjö i Kanada.   Den ligger i provinsen British Columbia, i den södra delen av landet, 3 500 km väster om huvudstaden Ottawa. Deer Lake ligger 20 meter över havet. Arean är 0,34 kvadratkilometer. Den sträcker sig 0,6 kilometer i nord-sydlig riktning, och 0,9 kilometer i öst-västlig riktning.
Runt Deer Lake är det i huvudsak tätbebyggt. Runt Deer Lake är det tätbefolkat, med 442 invånare per kvadratkilometer.